# Santuario de la Rogativa
El santuario de la Rogativa es una ermita situada en Moratalla, Región de Murcia, a unos 1285 metros de altitud, cerca del macizo de Revolcadores y a los pies de la finca Beteta. Su construcción data del siglo XVI y pertenece al Renacimiento y Barroco. Todos los años, el último domingo de mayo, se hace la romería de la virgen de la Rogativa. A causa de esto, cientos de personas peregrinan al Santuario. El conjunto del Santuario y edificación anexa fue declarado Bien de Interés Cultural, con categoría de monumento por O.M. de 18 de mayo de 1982 (BOE n.º 181, de 30 de julio de 1982).

## Historia

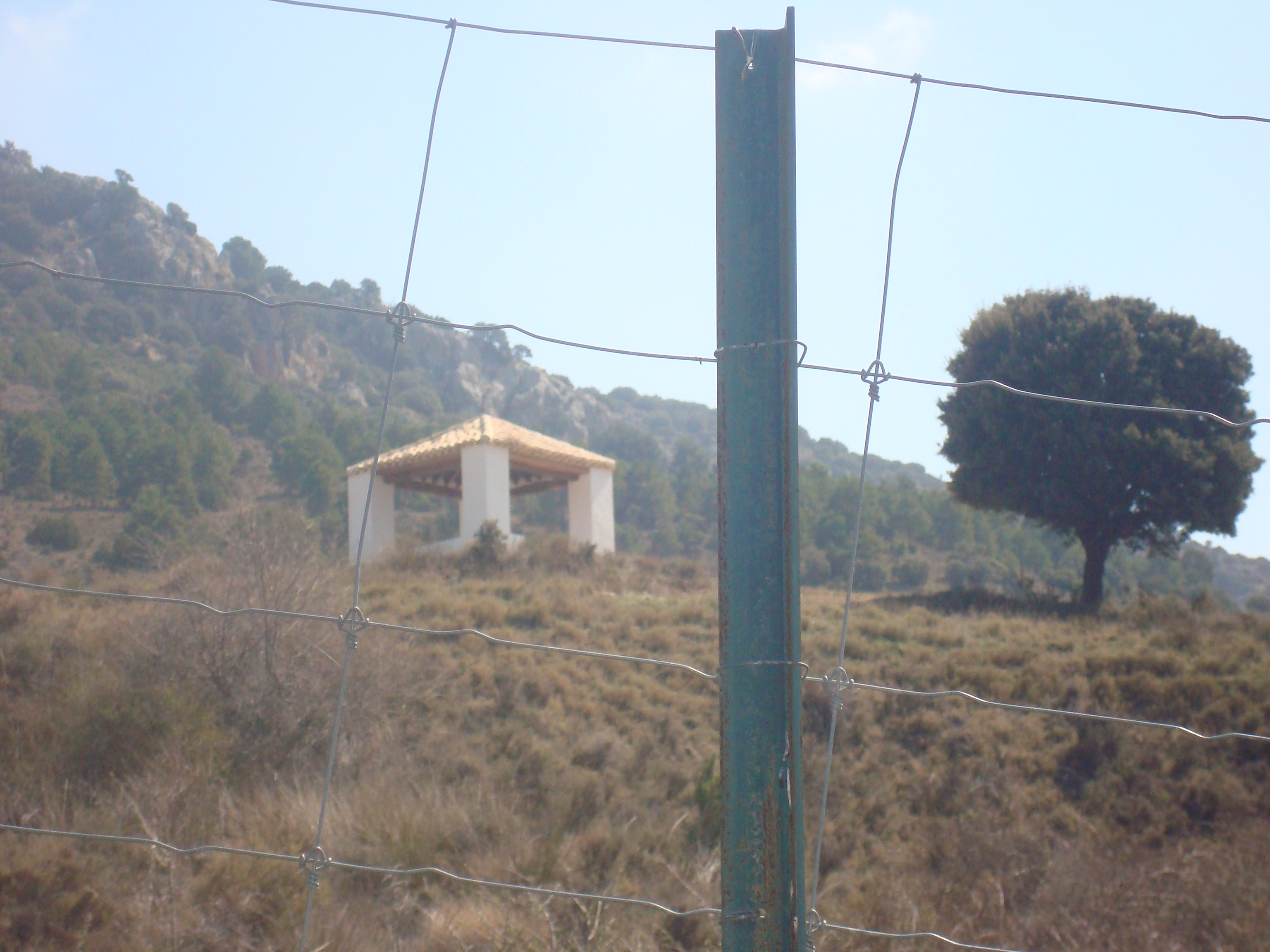
Quisco donde apareció la virgen

La leyenda cuenta que en mayo de 1535, un pastor llamado Ginés Martínez Cuenca vio salir una paloma blanca entre las tierras sembradas y le tiró una piedra. Cuando la paloma cayó al suelo se convirtió en la virgen. La virgen le transmitió al pastor su deseo de que construyeran una ermita para evangelizar a los moriscos procedentes de las guerras de las Alpujarras.
Inicialmente, la ermita empezó a construirse en el lugar donde apareció la virgen pero lo que se construía por la mañana, desaparecía por la noche. Tras sucesivas ocasiones decidieron cambiar la ubicación de la ermita al que está en la actualidad. En la nueva ubicación de la ermita, según decían, lo que construían por el día se duplicaba por la noche. Como consecuencia de la pedrada que lazó el pastor, se le puede apreciar a la virgen una brecha en la frente con un poco de sangre. En el lugar donde se produjo la aparición se construyó un quiosco blanco para señalizarlo.

## Edificio
La ermita se construyó en el siglo XVI y en gran parte fue construida de madera. Sufrió un incendió que acabó con parte de su infraestructura, lo que hizo que se reformara en el siglo XVII. La ermita se caracteriza por estar construida con los materiales propios de la zona, que son el ladrillo, la madera y la piedra. En su interior destaca el camarín, el cual tiene una cúpula con pinturas que se conservan desde aquella época.